# Kuwait Naval Base

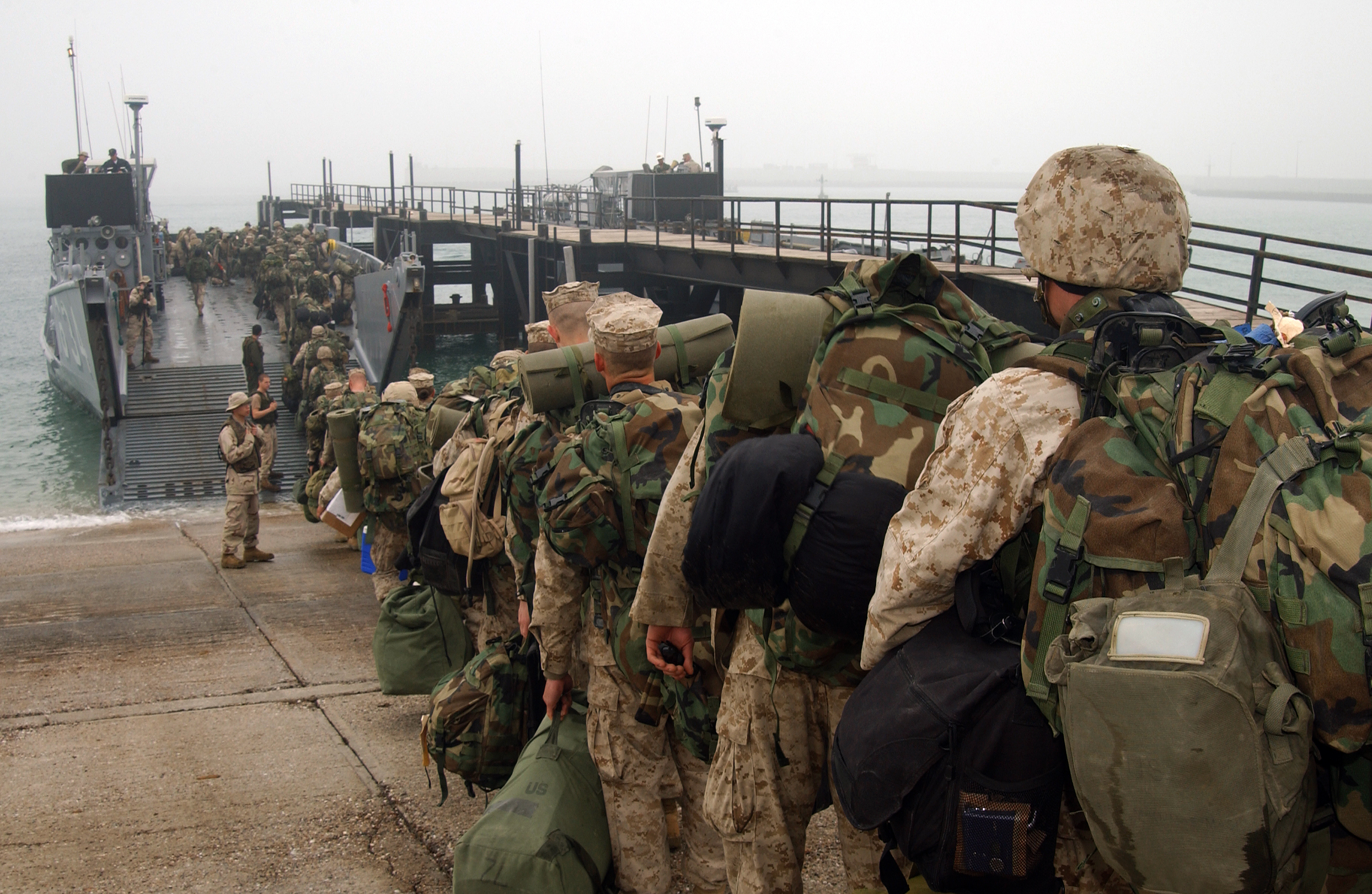
Marines der 31st Marine Expeditionary Unit.

Als Kuwait Naval Base, auch Camp Patriot, auch Mohammed Al-Ahmad Kuwait Naval Base nach dem ersten kuwaitischen Verteidigungsminister Mohammed Ahmad Al-Jaber Al-Sabah (1909–1975), wird ein Militärstützpunkt an der Küste von Kuwait bezeichnet. Er liegt in Al-Julaia'a, Al Ahmadi. Er wird von der fünften Flotte der U.S. Navy, der U.S. Army und der kuwaitischen Armee genutzt.
Die Bezeichnung Camp David bezeichnet sich auf den nördlichen, von der U.S. Army genutzten Teil der Anlage. Westlich, auf der anderen Seite der Fernstraße 40, befindet sich eine große Munitionsniederlage und Camp Arifjan.